# Jacques Daget
Jacques Daget, né le 30 juin 1919 à Vineuil près de Blois (Loir-et-Cher) et mort le 29 juin 2009 à Nouan-le-Fuzelier, est un ichtyologiste français, professeur au Muséum national d'histoire naturelle de Paris.

## Biographie
Né au hameau des Nouellesà Vineuil (quelques kilomètres au sud-est de Blois), Jacques Daget est le troisième et dernier enfant de Charles Daget et Élisabeth Blanvillain, famille de vignerons aisés de la vallée de la Loire. 
Il fait de brillantes études secondaires à Blois, et avec une dispense il « présente conjointement les deux baccalauréats Math-Élém. et Philo » qu'il obtient à 16 ans en 1935. Il entre en 1938 à l'École polytechnique, mais elle ferme en 1939 en raison de la guerre ; il est mobilisé dans l'Armée de l'air, et il devra en attendre la réouverture en novembre 1941 pour terminer sa seconde année, puis il s'inscrit à la Sorbonne en zoologie et en botanique et commence à fréquenter le laboratoire du Muséum d'histoire naturelle. 
Lors d'un congé dans sa famille à Pâques 1944, il est pris dans une rafle, incarcéré à Blois puis envoyé en Tchécoslovaquie occupée pour travailler dans une filature. De retour en 1945, il reprend non sans quelque difficulté ses activités au Muséum ; le Pr Jean Piveteau lui propose d'effectuer un séjour d'étude sur les polyptères au Soudan (futur Mali), à Diafarabé, où il passera quatorze mois. À son retour, au laboratoire des « Pêches Coloniales », dirigé par Théodore Monod, il prépare sa thèse et obtient sa titularisation dans la fonction publique.
En 1950, il s'installe à Diafarabé au Mali à la demande de Théodore Monod pour la création d'un laboratoire d’hydrobiologie dans le cadre de l'IFAN, puis dans un nouveau laboratoire construit en 1960 à Mopti après le démantèlement de l'IFAN. Il rejoint alors l'ORSTOM (aujourd’hui IRD) mais, en raison de la détérioration des relations entre la France et le Mali, il est déplacé à Fort-Lamy (devenu N'Djamena), en octobre 1963 pour des recherches dans le bassin du Chari et le lac Tchad. 
En 1975, il devient directeur du laboratoire d’ichtyologie générale et appliquée du Muséum (succédant à Théodore Monod), poste qu’il occupera jusqu’à sa retraite en 1984.

## Œuvres
De 1947 à 2006, Jacques Daget a publié plus de 200 articles dans des revues scientifiques ainsi que plusieurs dizaines d'ouvrages scientifiques. Les listes ci-dessous sont non exhaustives.

### Publications scientifiques
- La pêche dans le delta central du Niger, 1946-1947, in Journal de la Société des Africanistes, 1949, 19(1): 1-79.
- Les passes à poissons en Afrique occidentale, 1952, Institut Français d'Afrique Noire, Dakar, 8 p.
- Les poissons du Fouta Dialon et de la Basse Guinée, 1962, Mémoires de l’Institut Français d'Afrique Noire, 65: 1-210.
- Le Crâne des Téléostéens, 1964, Mémoires du Muséum National d'Histoire Naturelle, Paris, sér. A, Zool., 31(1): 161-340.

### Ouvrages
- Les Modèles mathématiques en écologie, 1979, Masson, Paris, coll. Écologie, 8, 172 p,  (ISBN 2-225-44055-7)
- Catalogue raisonné des mollusques bivalves d'eau douce africains, 1998, Backhuys (Leiden (Pays-Bas)), 329 p,  (ISBN 2-7099-1363-1) (BNF 37041957)

### Ouvrages en collaboration
- La Collection de poissons d'eau douce de l'IFAN, Théodore Monod et Jacques Daget, 1948
- Les barques du Moyen Niger, Albert Pitot et Jacques Daget, 1948
- Poissons de Côte d'Ivoire : eaux douces et saumâtres, André Iltis et Jacques Daget, 1965
- L'Empire peul du Mâcina, Amadou Hampâté Bâ et Jacques Daget, Les Nouvelles Éditions africaines, Abidjan, 1984

### Autobiographie
- Des bords de Loire aux rives du Niger : souvenirs autobiographiques (1919-1964), Jacques Daget, Paris, L’Harmattan, coll. « Les Tropiques entre mythe et réalité », 542 p.

## Hommages
- Plusieurs espèces de poissons ont été nommées en son honneur :
  - Claroteidae Chrysichthys dageti Risch 1992
  - Cichlidae Tilapia dageti Thys van den Audenaerde 1971
  - Nothobranchiidae Epiplatys dageti dageti Poll 1953
  - Nothobranchiidae Epiplatys dageti monroviae Arnoult & Daget 1965

- Un bateau-laboratoire destiné aux recherches sur lac Tchad fut baptisé le « Jacques Daget » en 1969[7].